# Alter St. Nikolai-Friedhof

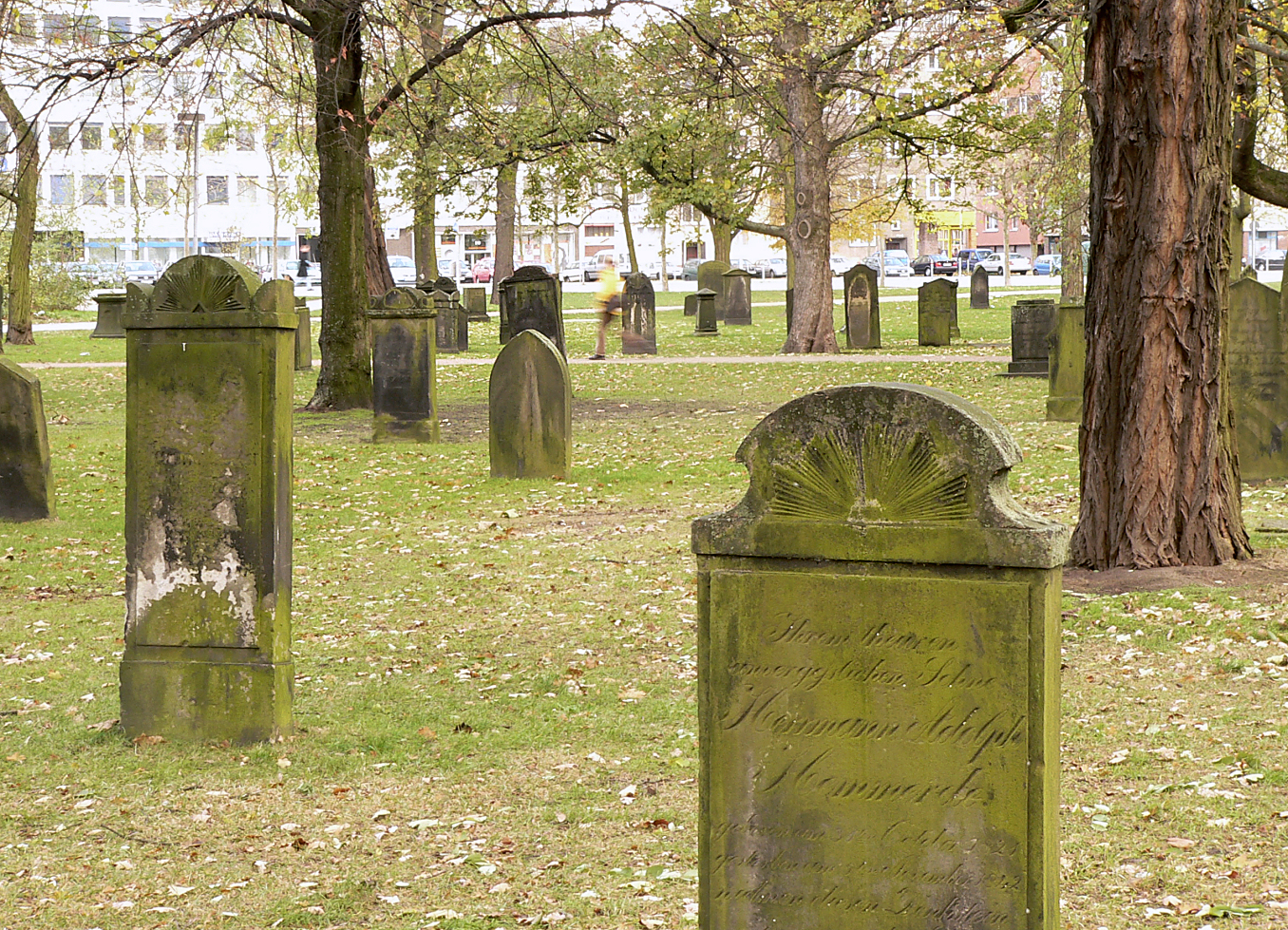
Der Alte St. Nikolai-Friedhof heute als Park, im Hintergrund der Klagesmarkt

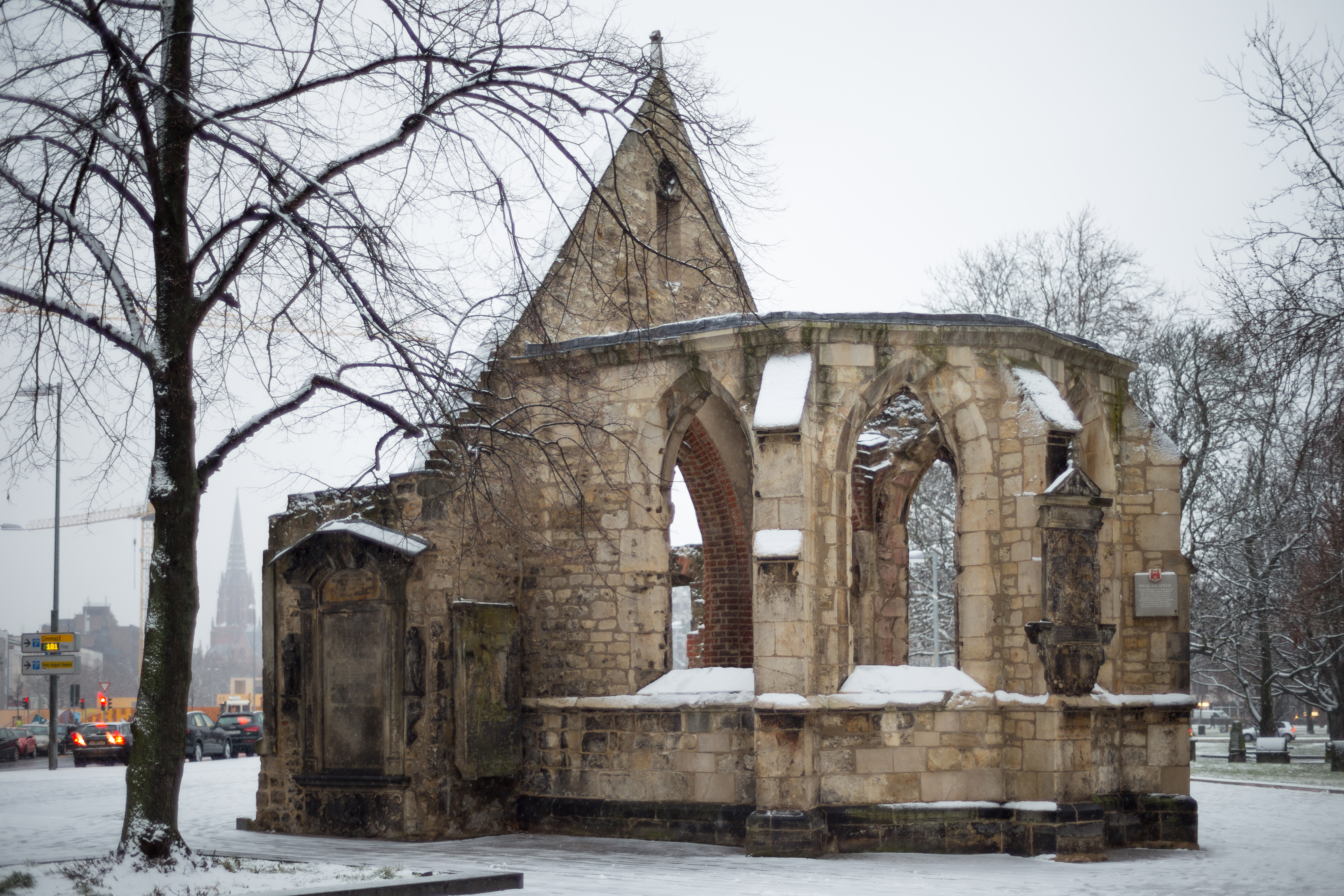
Ruine der Nikolaikapelle

Der Alte St. Nikolai-Friedhof in Hannover ist ein historischer Friedhof, der im Mittelalter bei der Nikolaikapelle angelegt wurde und seit seiner Auflassung im 19. Jahrhundert als Park dient. Das Gartendenkmal liegt nahe der Innenstadt Hannovers am Klagesmarkt und der Goseriede und verfügt über bedeutende Grabdenkmäler. Eines der schönsten ist das Denkmal für den Dichter Ludwig Christoph Heinrich Hölty mit der Bronzestatue eines trauernden Jünglings.

## Geschichte

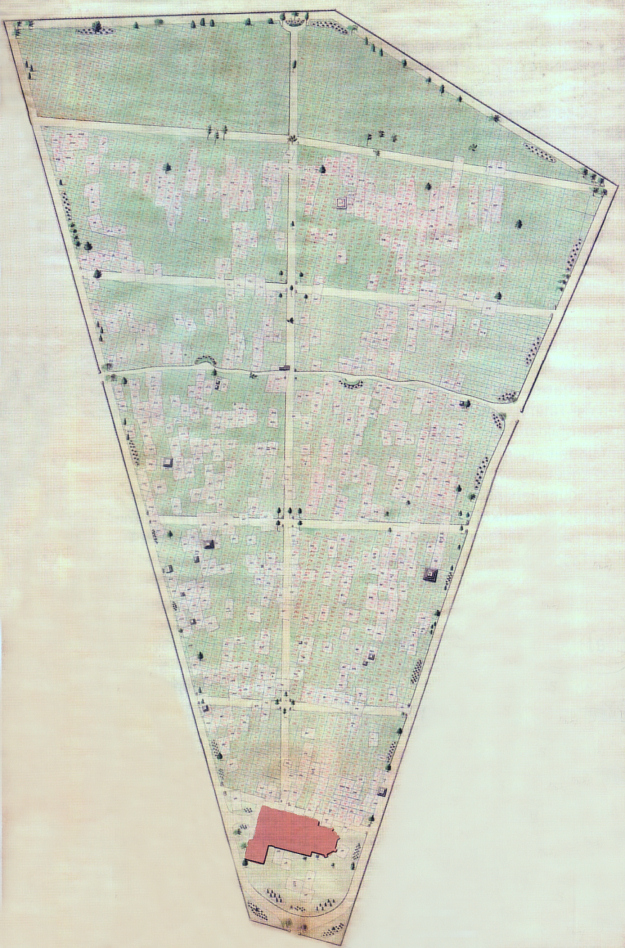
Lageplan des Friedhofs von 1828, unten die Nikolaikapelle

Der St. Nikolai-Friedhof wurde im 13. Jahrhundert im Norden Hannovers außerhalb der Stadtmauer vor dem Steintor bei der Nikolaikapelle angelegt. Sie wurde 1284 erstmals als capella leprosorum extra muros (Leprosenkapelle vor der Stadtmauer) erwähnt während die erste urkundliche Erwähnung des Friedhofs in einem in Avignon ausgestellten Ablassbrief 1355 erfolgte, in dem von Bestattungen im Umfeld der Kapelle die Rede ist.
Die Nikolaikapelle diente als Kapelle für das Nikolaistift, ein Krankenhaus für Aussätzige, später ein Stift für verarmte Frauen und Mädchen. Der Friedhof war zunächst Begräbnisplatz für die Bewohner des Stifts, später nach Aufgabe des Kirchhofs an der Marktkirche auch Friedhof der hannoverschen Altstadt ab dem 15. Jahrhundert. Er musste mehrmals erweitert werden, unter anderem während einer vierjährigen Pestepidemie ab 1348. Auch danach war der Friedhof infolge weiterer Pestepidemien eng belegt, wie 1428, 1566 und 1598. Bei der darauf erfolgten Erweiterung 1598 erhielt der Friedhof eine Mauer. Gegen Ende des Dreißigjährigen Krieges herrschte Überfüllung wegen der vielen Gräber von Soldaten, Pestopfern und verstorbenen Bürgen aus Hannover, was 1657 zu einer kleinen Erweiterung führte. Um 1740 brachte die Anlage des Gartenfriedhofs Entspannung bei der Belegung.
Um 1780 entwarf der Hofbaumeister Benjamin Hase im Zuge der Friedhofserweiterung eine neue Friedhofsmauer aus Sandstein-Quadern unter einer gewölbten Abdeckung, die sich bis heute in Teilen erhalten hat.
Eine weitere Erweiterung gab es 1783 und eine letzte 1824. Nach Eröffnung des Neuen St. Nikolai-Friedhof in der Nordstadt (An der Strangriede) wurde 1866 der St. Nikolai-Friedhof geschlossen. 1896/1902 wurde die Fläche von Stadtgartendirektor Julius Trip zum Park umgestaltet und 1906 an die Nikolaikapelle ein heute nicht mehr vorhandener „Denkmalhof“ angebaut, der zahlreiche wertvolle Grabdenkmäler aus der Renaissance beherbergte.
Während des Zweiten Weltkrieges schützte der nahegelegene Klagesmarktbunker, aber auch die Grünfläche des Friedhofes während der Luftangriffe auf Hannover manche Menschen vor den in der Innenstadt wütenden Feuerstürmen.
In der Nachkriegszeit wurde 1953 die ehemalige Friedhofsfläche durch Anlage eines Kreisverkehrs am Klagesmarkt und die Weiterführung der Celler Straße zerschnitten und um ein Drittel verkleinert. Dabei wurden die Reste der Nikolaikapelle bis auf den Chor abgebrochen. Von den 647 Grabdenkmälern vor 1943 gab es nach dem Krieg nur noch 278, die auf der verbliebenen Fläche teilweise neu aufgestellt wurden. 1978 erfolgte die formelle Unterschutzstellung des ehemaligen Friedhofsgeländes nach dem Niedersächsischen Denkmalschutzgesetz, obwohl die Anlage seit fast 100 Jahren als erhaltenswertes Objekt erkannt worden war und 1871 in einem Buch über hannoversche Kunstdenkmale Erwähnung fand. Zwischen 1996 und 2000 erfolgte eine erneute Neugestaltung der Umgebung des Friedhofs. Der südwestlich an den Friedhof anschließende Klagesmarkt wurde auf einer Seite verkehrsberuhigt und an dieser Seite mit Platanen bepflanzt, das alte Transformatorenhaus abgerissen und ein neuer Spielplatz angelegt.
Eine Broschüre des Grünflächenamts der Landeshauptstadt Hannover (siehe Literatur) bietet neben einer historischen Übersicht über die Geschichte des Friedhofs auch eine Auflistung von 37 ausgewählten Grabstätten des St. Nikolai-Friedhofs. Ihre Nummerierung ist in der untenstehenden Liste übernommen.

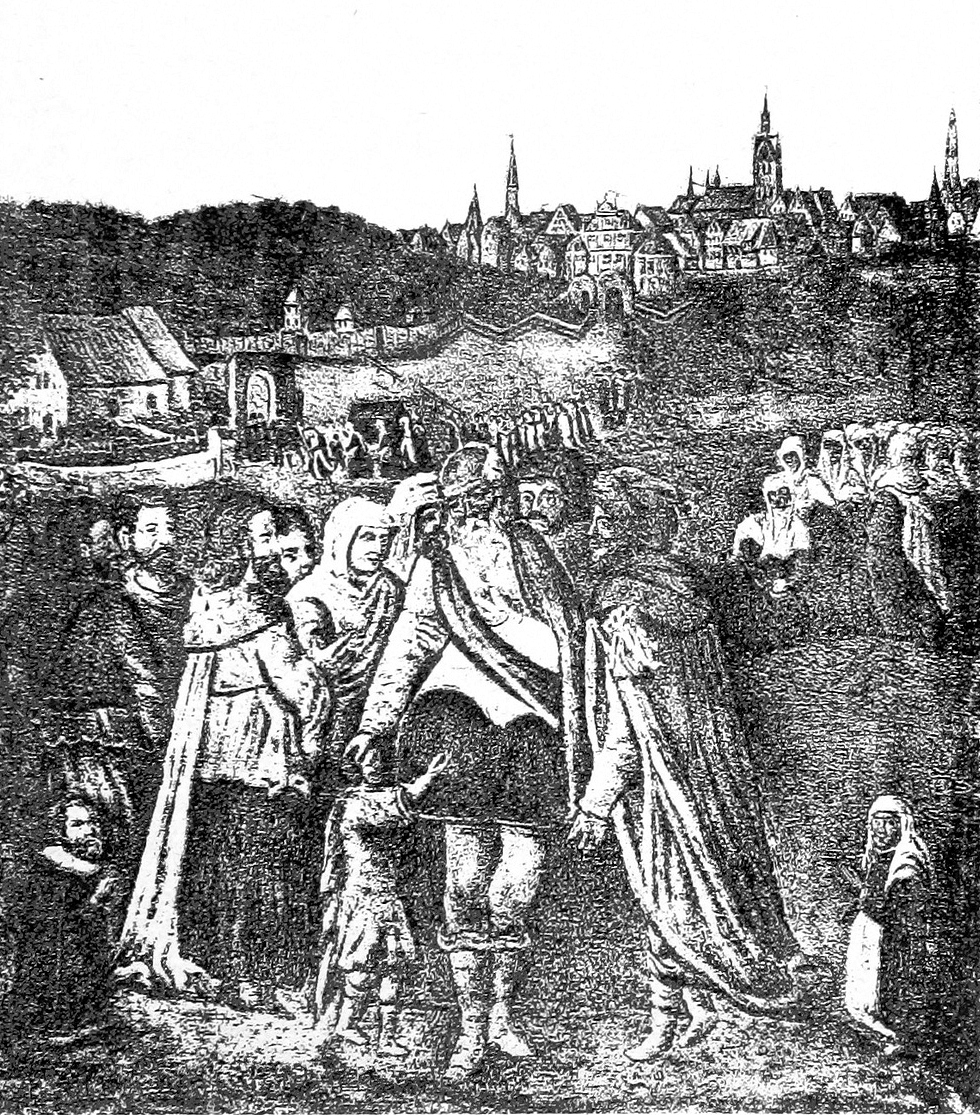
Nachdruck eines Ölgemäldes aus dem 16. Jahrhundert mit Darstellung des Heiligen Nikolaus von Myra am Klagesmarkt vor dem Alten St. Nikolai-Friedhof und der Stadtbefestigung Hannovers Fotolithografie der Aubeldruck-Anstalt aus August Juglers Buch Aus Hannovers Vorzeit
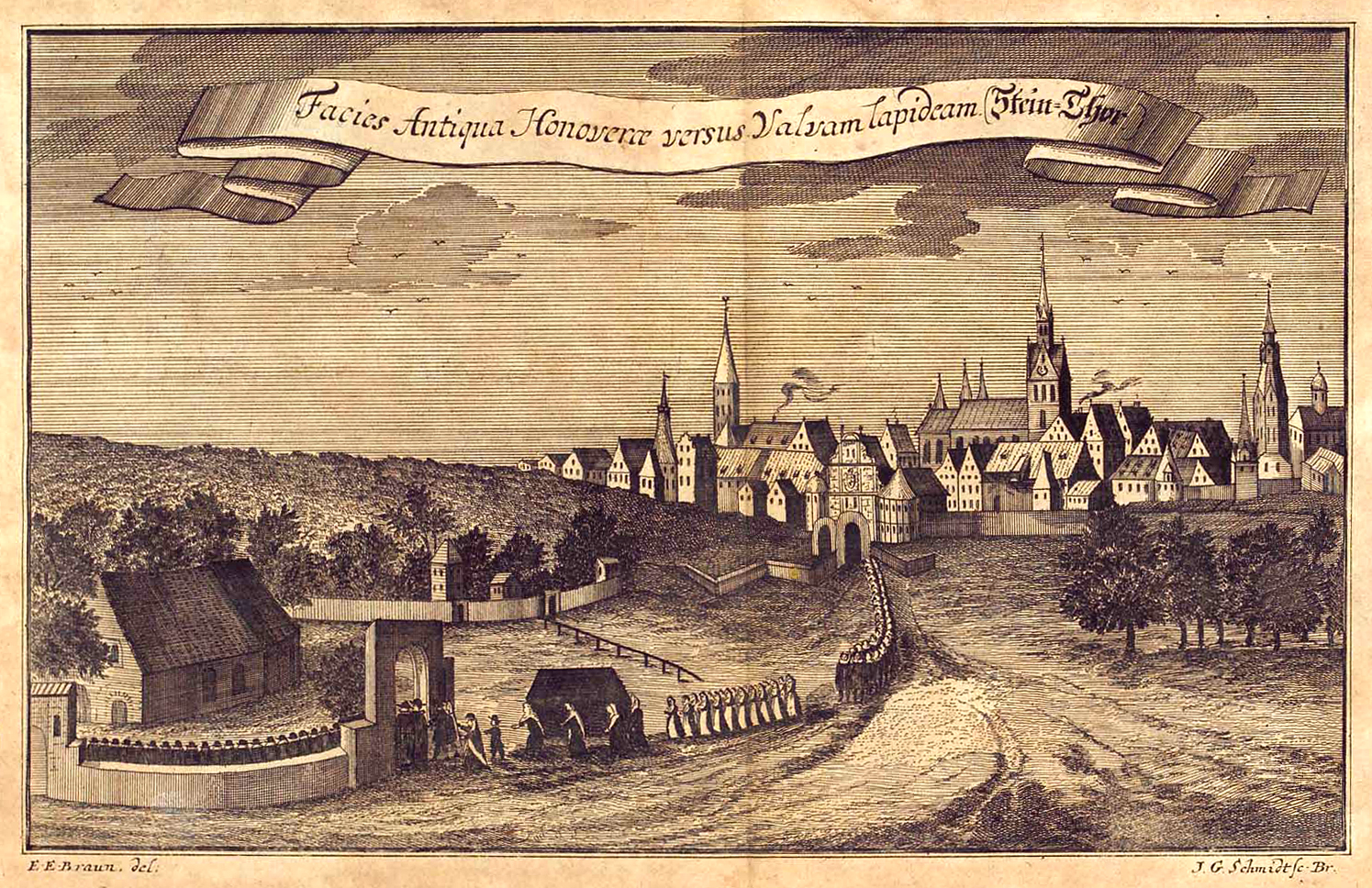
Leichnams-Prozession aus dem Steintor heraus bis zum Alten St. Nikolai-Friedhof im „Steintorfeld“; Kupferstich um 1740 von I. G. Schmidt nach E. E. Braun, aus Christian Ulrich Grupens Origines Et Antiqvitates
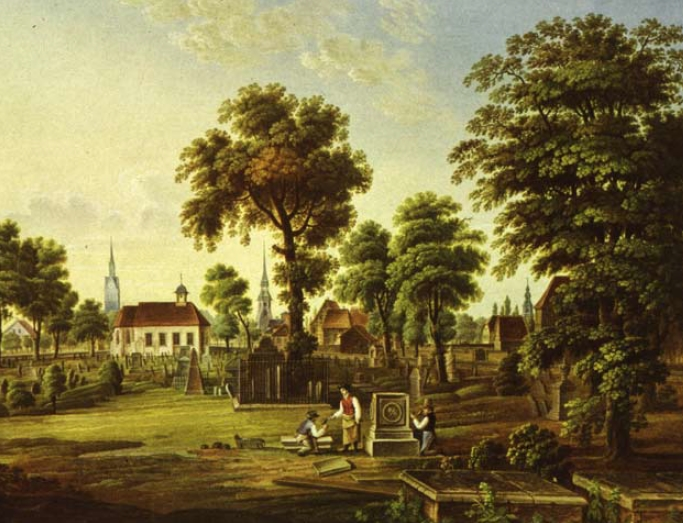
Der Friedhof von Norden mit der Nikolaikapelle, Gouache von Justus Elias Kasten, 1820

## Umbau im Rahmen von Hannover City 2020 +
Im Rahmen des innerstädtischen Umbau-Konzeptes Hannover City 2020 + wurden die nach dem Zweiten Weltkrieg über den Friedhof geführten Straßenzüge Goseriede und Celler Straße seit 2012 teilweise wieder verkleinert. Für die Anlage eines Radboulevards sowie eines gepflasterten Platzes fanden im November 2012 am Südende des Friedhofgeländes nahe der Nikolaikapelle weitere Bauarbeiten statt, wobei es durch unsachgemäßen Aushub zur Eröffnung mehrerer Grabstätten und dadurch zur Freilegung menschlicher Gebeine kam. Eine vorher unbekannte Gruft an der Nikolaikapelle wurde zerstört und anschließend mit Bausand verfüllt.
Nach Protesten von Bürgern und einer kritischen Berichterstattung der Lokalpresse verlangte das Niedersächsische Landesamt für Denkmalpflege einen sofortigen Baustopp und bemängelte gravierende Planungsfehler. Eine Fortsetzung der Arbeiten wurde nur unter Auflagen genehmigt, zu denen die Beauftragung eines auf archäologische Arbeiten spezialisierten Unternehmens zählte, das die weiteren Arbeiten begleiten sollte. Die freigelegten Gebeine wurden im Rahmen einer kleinen Zeremonie wieder beigesetzt.
Neben den Resten der Nikolaikapelle wurde eine Reihe von Grabsteinen des Nikolaifriedhofs in Form eines Lapidariums verdichtet aufgestellt. Einige von ihnen werden mit Hilfe von rechteckigen Eisenstäben, die in den Boden eingelassen und durch Rundstäbe mit den Steinen verbunden sind, vor dem Umfallen geschützt.

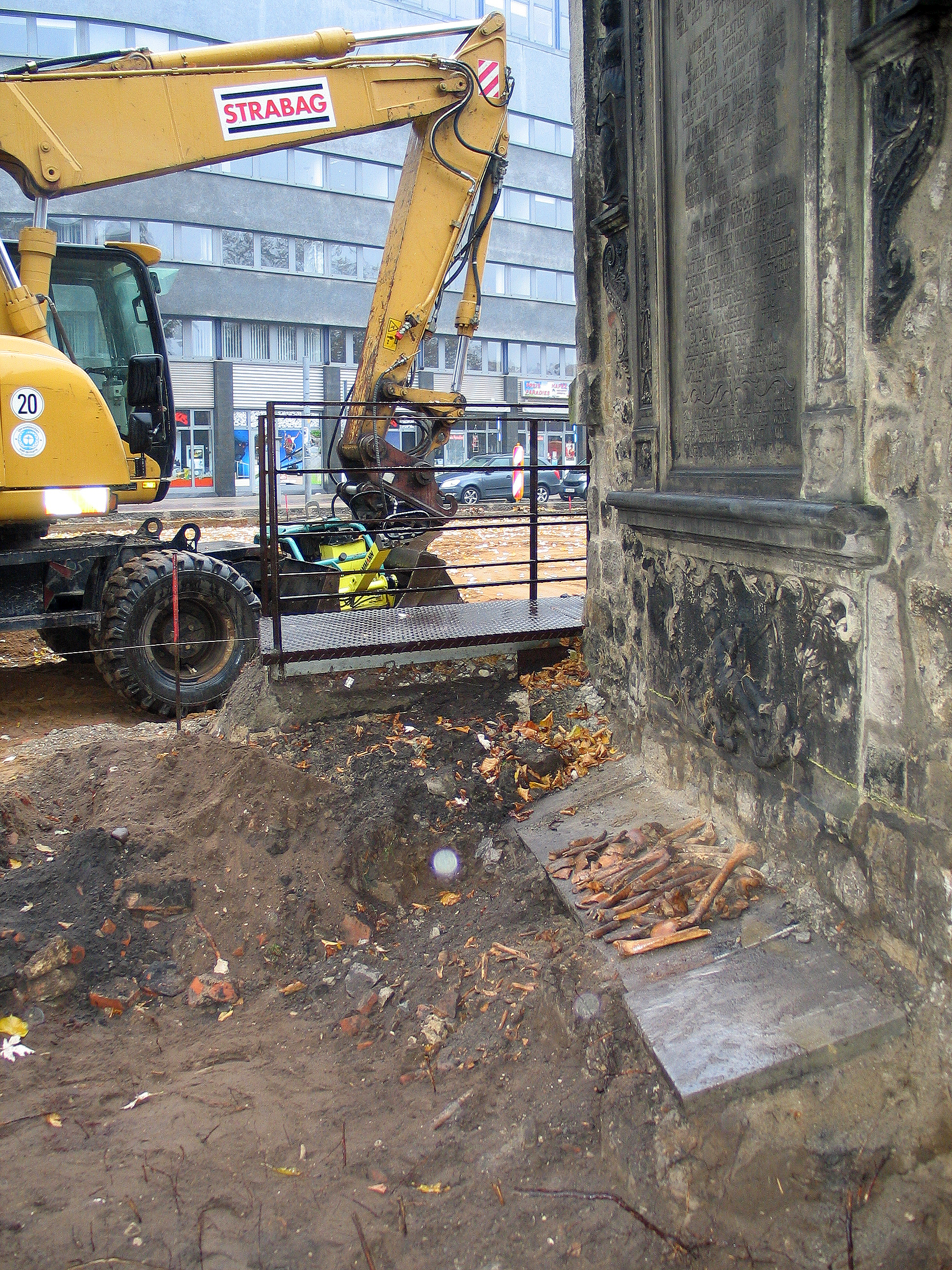
Bei den Bauarbeiten freigelegte Gebeine
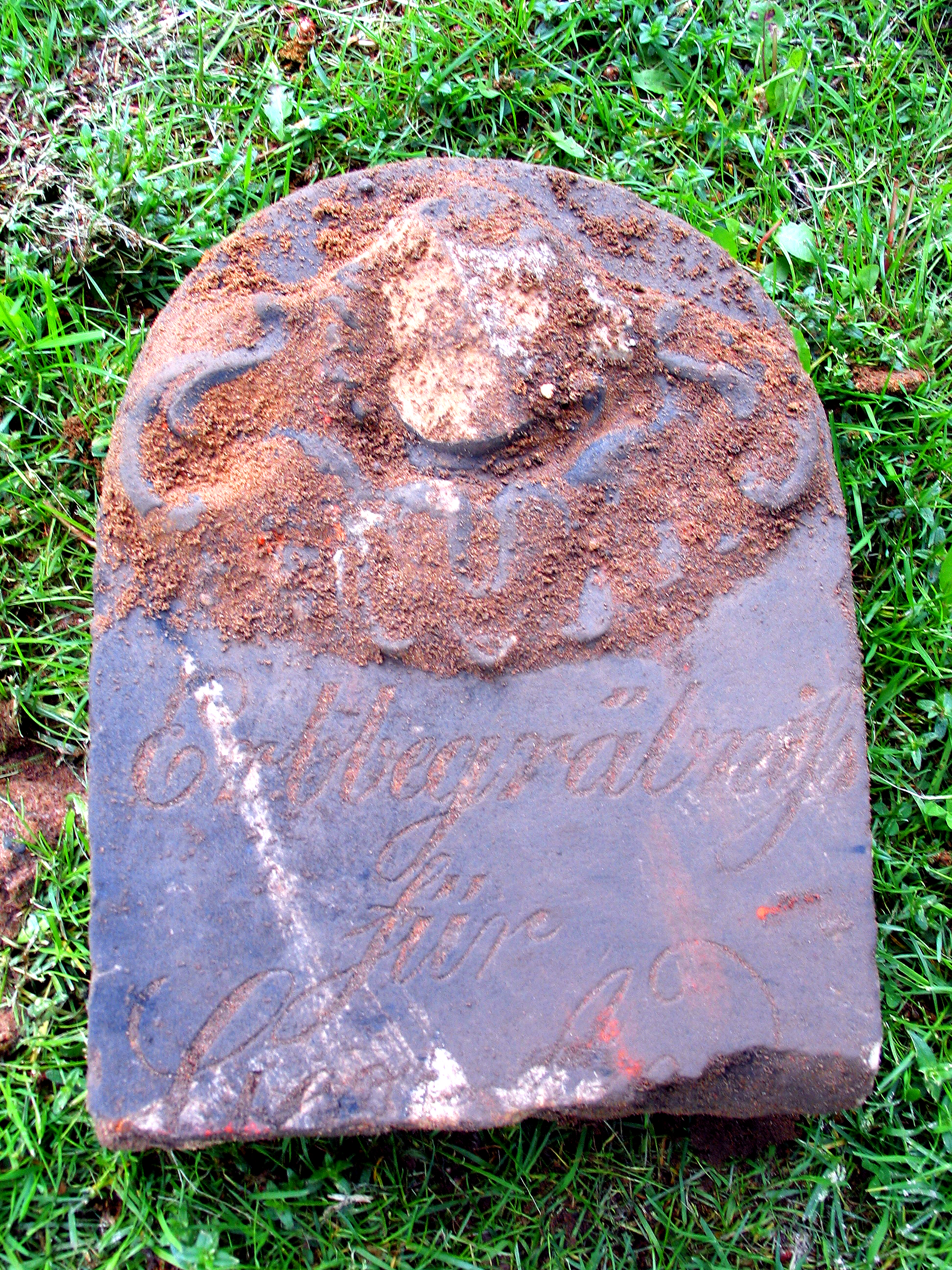
Bei Baggerarbeiten im Mai 2013 freigelegter, dadurch jedoch zerstörter und zerbrochener Grabstein mit der Inschrift „Erbbegräbnis für …“
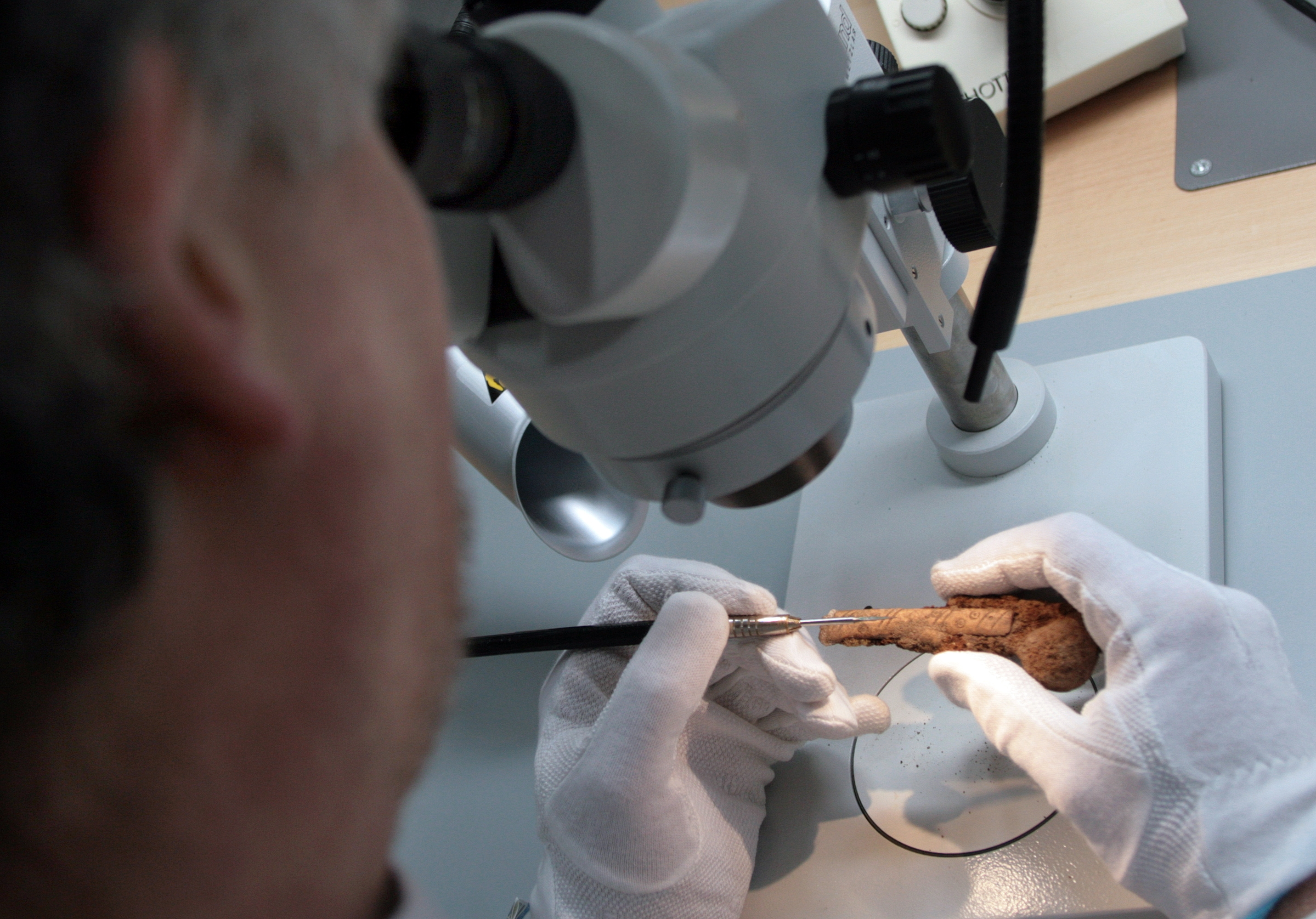
Untersuchung von bei den Grabungen 2013 gefundenen Artefakten, hier der verzierte Knochengriff eines Messers

## Grabdenkmäler (Auswahl)

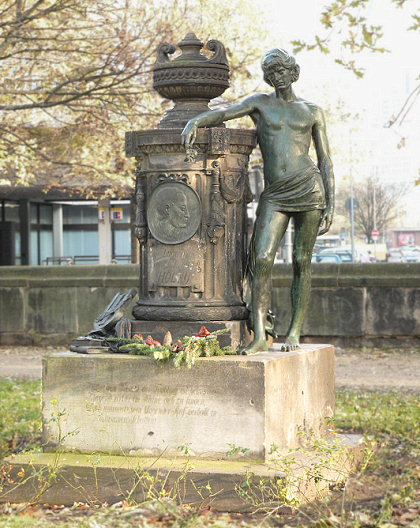
Hölty-Grabdenkmal mit der Bronzestatue eines trauernden Jünglings

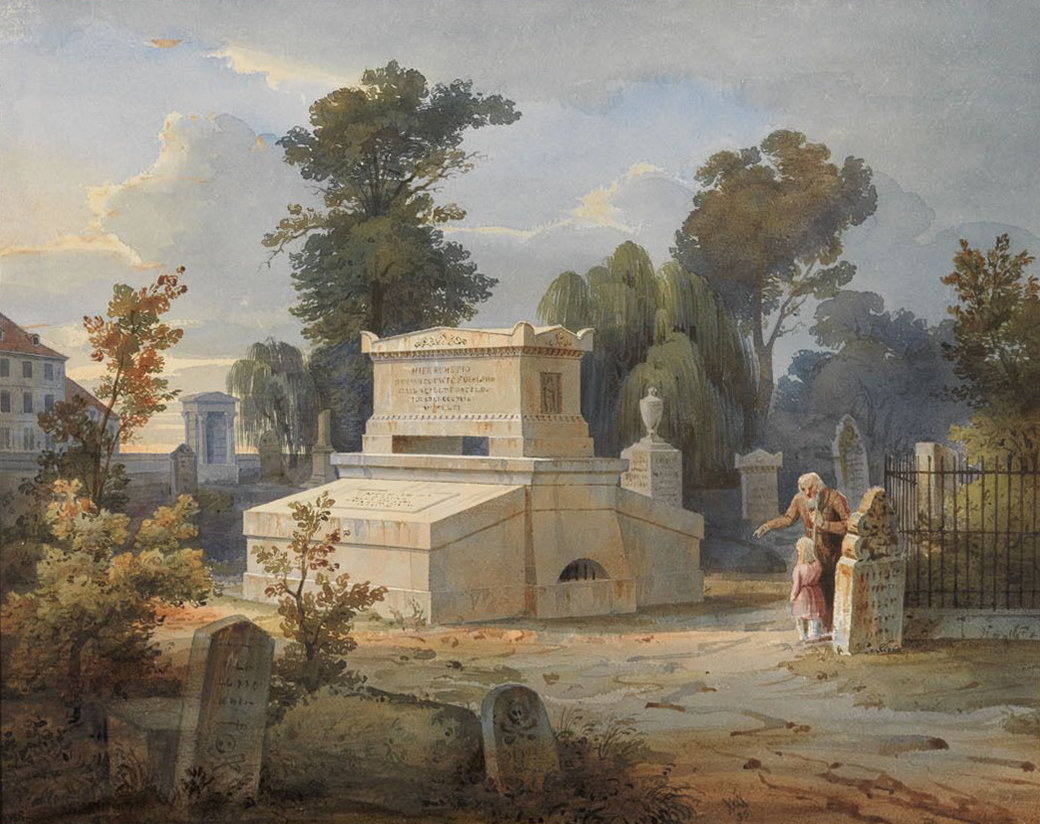
Grabmal des 1834 verstorbenen Lederfabrikanten Johann Ludwig Söhlmann als Memento-mori-Darstellung vom Friedhof. Aquarell von Rudolf Wiegmann, um 1835

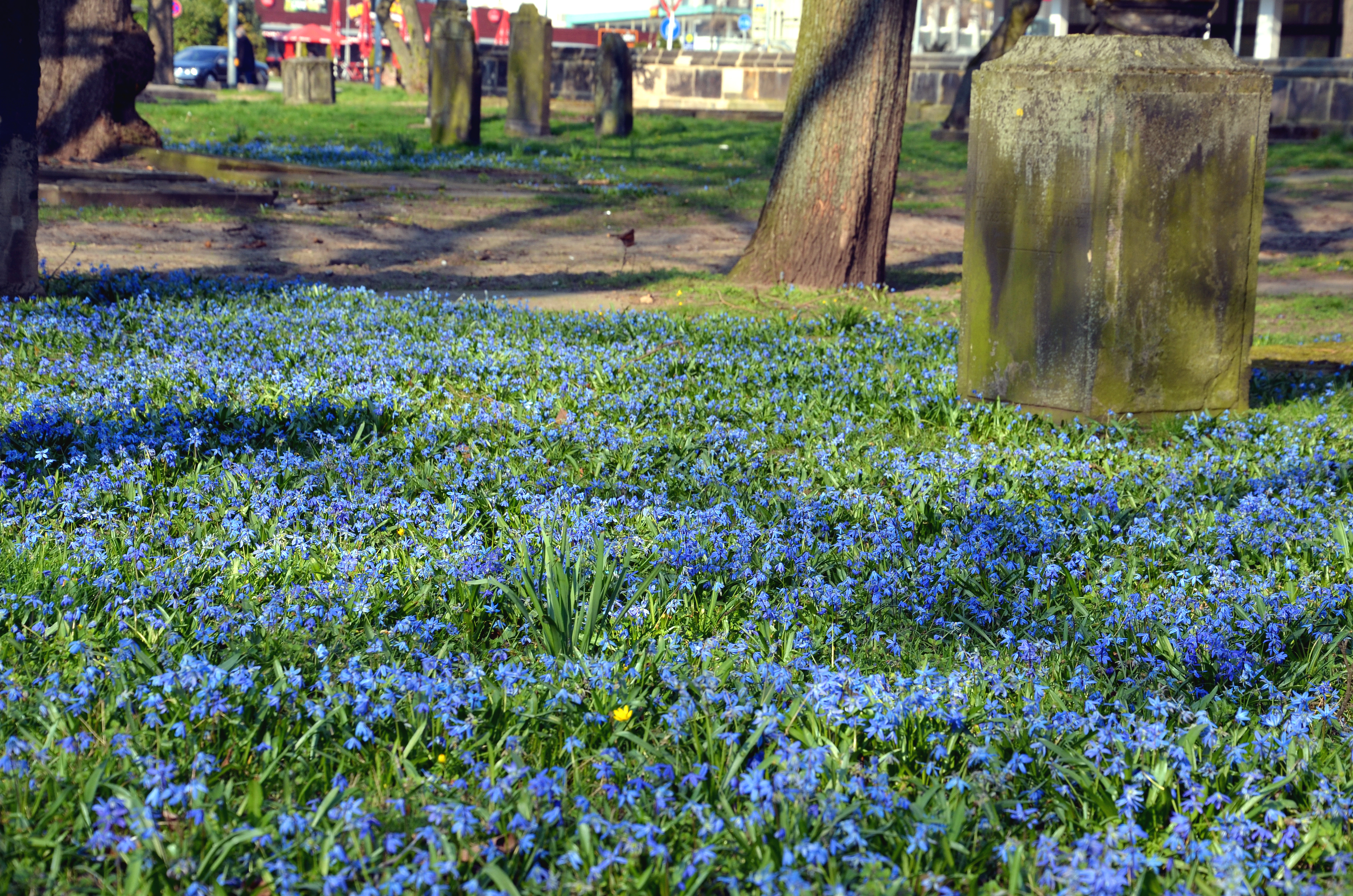
Scilla-Blüte auf dem Alten St. Nikolai-Friedhof, 2014

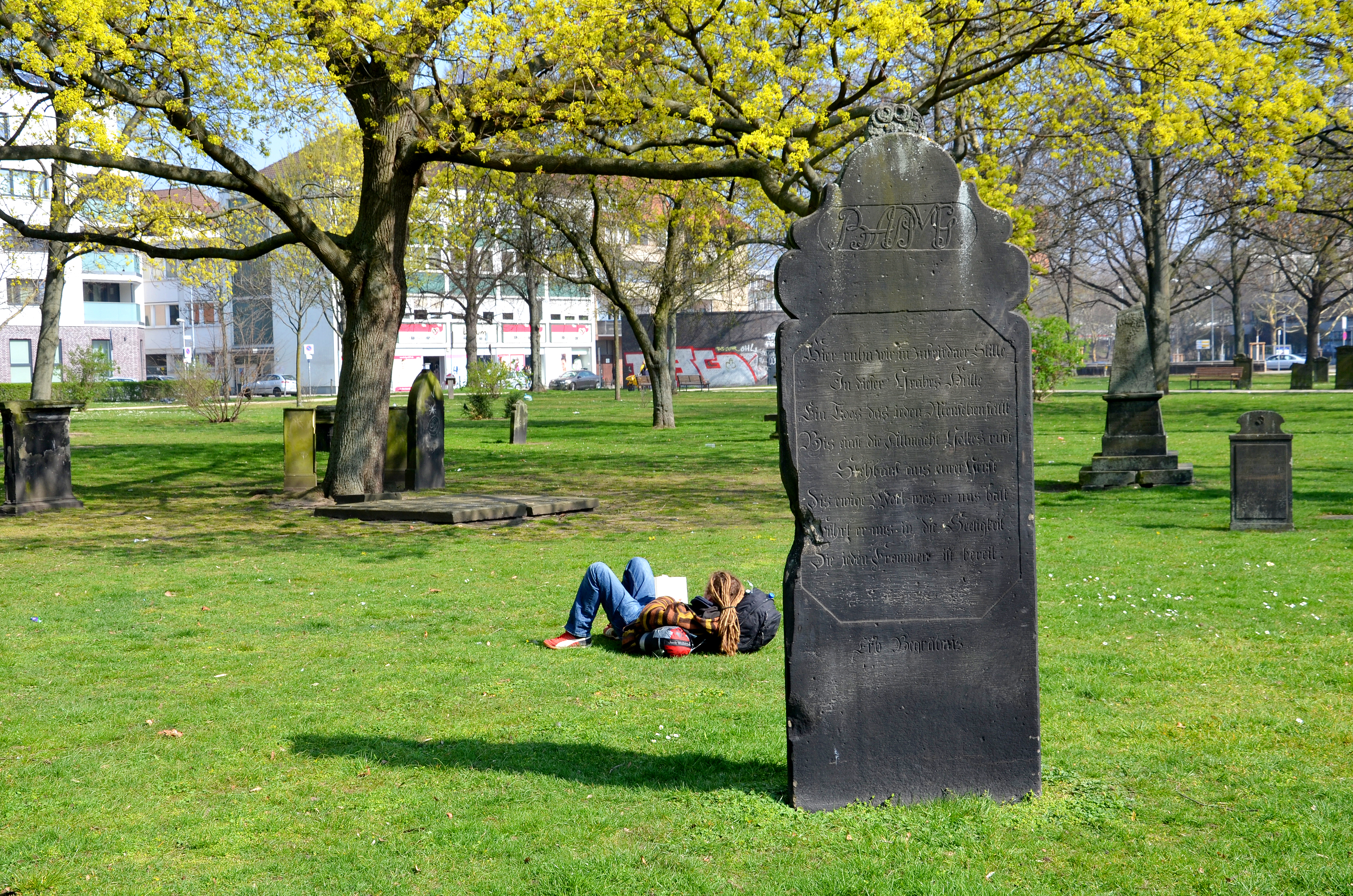
Lesender zwischen Grabsteinen im Frühling

1. Johann Heinrich Wedekind (1717–1787)
2. Behrend Adolph Pape (1756–1791), Zimmermeister
3. Caspar Christian Böhme (1701–1773), Kaufmann
4. Georg Christian Ludolph Meyer (1742–1812), Camerarius
5. Andreas Wilhelm Hagemann (1745–1824), Pastor an der Marktkirche
6. Wilhelm Blumenhagen (1781–1839), Schriftsteller, und Ehefrau Christine, geb. Wiedemann (1782–1863)
7. Wilhelm August Alemann (1728–1784), Jurist, Hofrat, Bürgermeister der Altstadt
8. Johann Peter Danckert (1764–1829), Zahl-Commissair, und Ehefrau Anna Dorothee Margarethe, geb. Rettstadt (1783–1865)
9. Friederica Maria Margaretha Theile, geb. Muhdt (1772–1809)
10. Sophie Magdalena Grove, geb. Korb (1752–1824) und Johann Gottfried Wilhelm Grove (1770–1845)
11. Johann Gottlieb Daniel Noltemeyer (1768–1849), Kirchenvogt, und Wilhelmine Noltemeyer, geb. Genger (1782–1862)
12. Georg Christian Gottfried Schade (1761–1843), Organist der Marktkirche, und Anna Catharina Sophia Schade, geb. David (1762–1834)
13. Ernst August Landvoigt (1755–1823), Gärtner, und Maria Landvoigt, geb. Rosenthal
14. Andreas Wilhelm Hagemann (1745–1824), Prediger an der Marktkirche
15. Heinrich Wilhelm Maschmeyer (1787–1835), Kupferschmiedeamtsmeister, und Catharina Louise Maschmeyer, geb. Vieth (1805–1834)
16. Georg Carl Andreas Wagner (1794–1854), Königlich Hannoverscher Hofschauspieler und Theaterinspizient.[6]
17. Der Vater von August Ludolf Friedrich Schaumann,[7] Otto Friedrich Schaumann (1747–1830), Jurist
18. Carl Dietrich Mathée (1749–1835), Kaufmann
19. August Heinrich Andreae (1804–1846), Architekt und Stadtbaumeister
20. Henriette Kohlrausch, geb. Eichmann (1781–1842), Witwe von Heinrich Kohlrausch
21. Johann Conrad Röhden (1720–1797), Hofschlachtmeister, und Margreta Eliesabeht Röhden, geb. Canemann (1727–1796)
22. Paul Gottlieb Werlhof (1699–1767), Hofrat und Leibarzt, und Sara Elisabeth Werlhof, geb. Scriver (1709–1768)
23. Heinrich Diederich von Anderten (1738–1816), Hofrat, und sein Sohn Clemens Ernst Ludewig von Anderten (1772–1811)
24. Johann Albrecht Grote (1720–1777), Kaufmann und Diakon der Marktkirche
25. Johann Friedrich Philipp Plener (1798–1864), Oberbaurat
26. Anna Regina Schuster, geb. Rechter (1843–1866)
27. Johann Just Bartels (1722–1805), Hofvergolder
28. Ludwig Christoph Heinrich Hölty (1748–1776), Dichter. Die Lage des Grabs ist unbekannt, stattdessen wurde 1901 von dem Bildhauer Otto Lüer das schöne Denkmal mit dem Medaillon-Porträt des Dichters von Karl Gundelach (nach einem zeitgenössischen Schattenriss) errichtet. Das Denkmal trägt die Gedenkverse von Nikolaus Lenau über Hölty: „Hölty, Dein Freund der Frühling ist gekommen. Klagend irrt er im Hause, Dich zu finden. Doch umsonst, sein klagender Ruf verhallt in einsamen Schatten.“
29. Jean Joseph la Croix (1737–1828), Königlicher Fontainier (zuständig für die Fontänen und Wasserspiele im Großen Garten in Herrenhausen)
30. Johann von Allwörden (um 1679–1736), Camerarius
31. Denis Pilay (um 1638–1678), „Dekorateur“
32. Jeremias Sutel (1587–1631), Bildhauer
33. Hans Hinüber (1618–1680), Fürstlich braunschweig-lüneburgischer Postmeister zu Hannover, und Ehefrau Justina Margaretha Hinüber, geb. Meyer (1630–1687), Wandmal am Chor der Nikolaikapelle
34. Anna Smidt, geb. Meier (gest. 1584)
35. Hans Hagen (1627–1716), Schusteramtsmeister, und Margaretha Hagen, geb. Wietgrefe (1633–1697)
36. Ludolf von Anderten (1562–1626), Ratsherr, und Ilse von Anderten, geb. von Wintheim (um 1577–1599)
37. Christiane Juliane Wolckenhaaren, geb. Eggers (gest. 1737)
38. August Theodor Roettiger (1766–1851), General, und Marie Anne Roettiger, geb. Werningh (1773–1845)
39. Carl Ludewig Vezin (Carl Ludwig Vezin; 1747–1805), Kaufmann und braunschweig-lüneburgischer Berghandlungs-Oberfaktor
40. Grabmal der Dorothea Margarete Römeling

## Verschollene Grabmäler

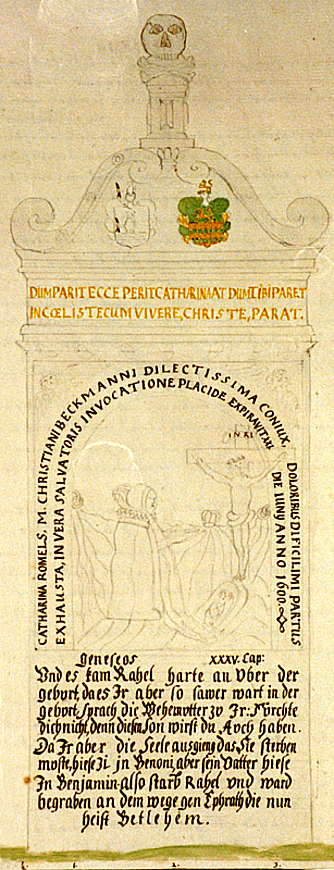
Von Johann Heinrich Redecker in seiner Chronik Historische Collectanea… gezeichnete Grabstele auf dem Nikolaifriedhof der im Jahr 1600 bestatteten Catharina Romels, Ehefrau des Rektors der hannoverschen Lateinschule, Christian Beckmann

- Bartold Homeister († 21. März 1565), Bürgermeister der Stadt[8]
- Bernhard Homeister (* um 1538; † 13. Juli 1614), Bürgermeister von Hannover[8]
- Georg Scharnekau (1505–1558),[9] erster evangelischer Prediger in Hannover[10]
- Johann Ludwig Söhlmann (1797–1834), Lederfabrikant in der Lohgerberei August Söhlmann, ab 1833 in der August Söhlmann Lederfabrik G.m.b.H. an der Chausseestraße 100 (ab 1855 umbenannt in Deisterstraße). Er setzte 1833 eine Dampfmaschine für die Borkenmühle und für die Lederwalke ein. Sein Grabmal ist hier abgebildet.
- Grabstele der Familie des Pastors der Kreuzkirche Conrad Wecke (1528–1598) und der Margarete Scheres und deren Kinder, 1644 errichtet[11]
- Carl Anton Wilhelm Graf von Wedel (* 6. Juni 1790 in Magdeburg; † 18. November 1853 in Hannover), hannoverscher Minister, Mitglied des Staatsrates.

## Sonstige
- Hinrich Sädeler (1626–1699), Goldschmied[12]